# شارل وانل
شارل وانل (فرانسوی: Charles Vanel‎؛ ۲۱ اوت ۱۸۹۲ – ۱۵ آوریل ۱۹۸۹) بازیگر و کارگردان اهل فرانسه بود.

## گزیده فیلم‌شناسی
- واترلو (۱۹۲۹)
- بینوایان (۱۹۳۴)
- آن‌ها پنج نفر بودند (۱۹۳۶)
- قلب‌ها در دریا (۱۹۵۰)
- مزد ترس (۱۹۵۳)
- شیاطین (۱۹۵۵)
- گرفتن یک دزد (۱۹۵۵)
- حقیقت (۱۹۶۰)
- تن‌تن و راز پشم طلایی (۱۹۶۱)
- شگفت‌انگیزترین شب زندگیم (۱۹۷۲)
- بومرنگ (۱۹۷۶)
- جسدهای سرشناس (۱۹۷۶)
- آلیس یا آخرین گریز (۱۹۷۷)
- سه برادر (۱۹۸۱)